# Llista de bisbes de Pamplona
Llista de bisbes del bisbat de Pamplona
- Sant Fermí de Pamplona (272-303)
- Liliolo (vers 589 - 592)
- Juan I. (vers 610)
- Atilano (vers 683)
- Marciano (vers 693)
- Opilano (vers 829)
- Wilesindo (848-860)
- Jimeno (876-914)
- Basilio (918-922)
- Galindo (922-928)
- Valentín (928-947)
- Blasco I.
- Bibas (vers 979)
- Julián (983-985)
- Sisebuto (981-997)
- Eximeno (1000-1005)
- Sancho "El Mayor" (1015-1024)
- Sancho "El Menor" (1025-1051)
- Juan II. (1052-1068)
- Blasco II. (1070-1076)
- García Ramírez (1077-1083)
- Pedro de Roquez ou de Anduque (1083-1115)
- Guillermo (1122)
- Sancho de Larrosa (1122-1142)
- Lope de Artajona (1143-1159)
- Sancho (1160-1164)
- Pedro Compostelano (1162-1164)
- Raimundo (1163) (1)
- Bibiano (1165-1166)
- Pedro de Paris (1167-1193)
- Martín (1193-1194)
- García Fernández (1194-1205)
- Juan de Tarazona (1205-1211)
- Aspàreg de la Barca (1212-1215)
- Guillermo de Santonge (1215-1219)
- Remigio de Navarra (1220-1229)
- Pedro Ramírez de Piedrola (1230-1238)
- Pedro Jiménez de Gazólaz (1241-1266)
- Armingo (1268-1277)
- Miguel Sánchez de Uncastillo (1277-1286)
- Miguel Periz de Legaria (1288-1304)
- Arnaldo de Puyana (1310-1316)
- Guillermo Mechín (1316-1317)
- Raul Rossellet (1317)
- Miguel de Maucondiut (1317)
- Semen García de Asiaín (1317)
- Arnaut de Barbadan (1318-1355)
- Pedro de Monteruc (1355-1356)
- Miguel Sánchiz de Asiaín (1356-1364)
- Bernardo Folcaut (1364-1377)
- Martín de Zalba (1377-1390)
  - Martín de Zalba (1390-1403) (administrador apostòlic)
  - Miguel de Zalba (1404-1406) (administrador apostòlic)
- Martín de Eusa (1406-1407)
- Nicolás López de Roncesvalles (1407-1408)
- García de Aibar (1408)
- Lancelote de Navarra (1408-1420)
- Sancho Sánchiz de Oteiza (1420-1425)
- Martín de Peralta I. (1426-1456)
- Martín de Peralta II. (1457-1458)
  - Bessarió (1458-1462) (administrador apostòlic)
- Nicolás de Echávarri (1462-1469)
- Alfonso Carrillo (1473-1491)
- Cèsar Borja (1491-1492) 
  - Antonio Pallavicino Gentili (1492-1507) (administrador apostòlic)
  - Fazio Giovanni Santori (1507-1510) (administrador apostòlic)
  - Amanieu d'Albret (1510-1512) (administrador apostòlic)
  - Juan Rufo (1512-1517) (administrador apostòlic)
  - Amanieu d'Albret (1517-1520) (administrador apostòlic)
  - Alessandro Cesarini (1520-1538) (administrador apostòlic)
- Juan Reina (1538-1539)
- Pedro Pacheco Ladrón de Guevara (1539-1545)
- Antonio de Fonseca, O.S.A. (1545-1550)
- Álvaro Moscoso (1550-1561)
- Diego Ramírez Sedeño de Fuenleal (1561-1573)
- Antonio Manrique Valencia (1575-1577)
- Pedro de Lafuente (1578-1587)
- Bernardo de Rojas y Sandoval (1588-1596)
- Antonio Zapata y Cisneros (1596-1600)
- Mateo Burgos Moraleja, O.F.M. (1600-1606)
- Antonio Benegas Figueroa (1606-1610)
- Prudencio Sandobal, O.S.B. (1612-1620)
- Francisco Hurtado de Mendoza y Ribera (1621-1622)
- Cristóbal Lobera Torres (1623-1625)
- José González Díez, O.P. (1625-1627)
- Pedro Fernández Zorrilla (1627-1637)
- Juan Queipo de Llano Flores (1639-1647)
- Francisco Díaz Alarcón y Covarrubias (1648-1657)
- Diego de Tejada y la Guardia (1658-1663)
- Andrés Girón (1664-1670)
- Pedro Roche (1670-1683)
- Juan Grande Santos de San Pedro (1683-1692)
- Toribio Mier (1693-1698)
- Juan Iñiguez Arnedo (1700-1710)
- Pedro Aguado, C.R.M. (1713-1716)
- Juan de Camargo y Angulo (1716-1725)
- Andrés Murillo Velarde (1725-1728)
- Melchor Angel Gutiérrez Vallejo (1729-1734)
- Francisco Ignacio Añoa Busto (1735-1742)
- Gaspar Miranda Argáiz (1742-1767)
- Juan Lorenzo Irigoyen Dutari (1768-1778)
- Agustín Lezo Palomeque (1779-1783)
- Esteban Antonio Aguado Rojas (1785-1795)
- Lorenzo Igual Soria (1795-1803)
- Veremundo Anselmo Arias Teixeiro (1804-1814)
- Joaquín Javier Uriz Lasaga (1815-1829)
- Severo Leonardo Andriani Escofet (1829-1861)
- Pedro Cirilo Uriz Labayru (1861-1870)
- José Oliver y Hurtado (1875-1886)
- Antonio Ruiz-Cabal y Rodríguez (1886-1899)
- José López Mendoza y García, O.S.A. (1899-1923)
- Mateo Mújica Urrestarazu (1923-1928)
- Tomás Muñiz Pablos (1928-1935)
- Marcelino Olaechea Loizaga, S.D.B. (1935-1946)

## Arquebisbes
Des de 1955 la diòcesi és de Pamplona i Tudela. El 1956 és elevada a arquebisbat.
- Enrique Delgado y Gómez (1946-1968)
- Arturo Tabera Araoz (1968-1971)
- José Méndez Asensio (1971-1978)
- José María Cirarda Lachiondo (1978-1993)
- Fernando Sebastián Aguilar (1993-2007)
- Francisco Pérez González (2007-)